# Krypteria
Krypteria est un groupe de power metal et metal gothique allemand, originaire d’Aix-la-Chapelle. Le groupe est mené par la chanteuse d'origine coréenne Ji-In Cho. L'idée de la formation originale était de faire tourner différentes chanteuses, cependant Ji-in s'impose en 2004. Le groupe compte cinq albums studio, et un EP, le dernier en date étant All Beauty Must Die disponible depuis avril 2011.

## Biographie

### Débuts (2003–2004)
En 2001, les futurs membres du groupe Krypteria (Chris Siemons et S.C. Kuschnerus) travaillent ensemble sur un album fantasy. En 2003, l'album Krypteria est publié. Approximativement un an plus tard, en 2004, un tsunami frappe l'Inde et la chaîne allemande RTL demande au groupe de ré-enregistrer la chanson Liberatio à des fins caritatives. Ji-In Cho est sélectionnée pour la chanson, et Sony/BMG décide de rééditer la chanson pour leur premier album homonyme. En 2004, Krypteria est officiellement formé. Même si Siemons et Kuschnerus jouent un rôle important dans l'album Liberatio, le groupe ne le considère pas comme un album officiel.

### Succès et pause (depuis 2005)

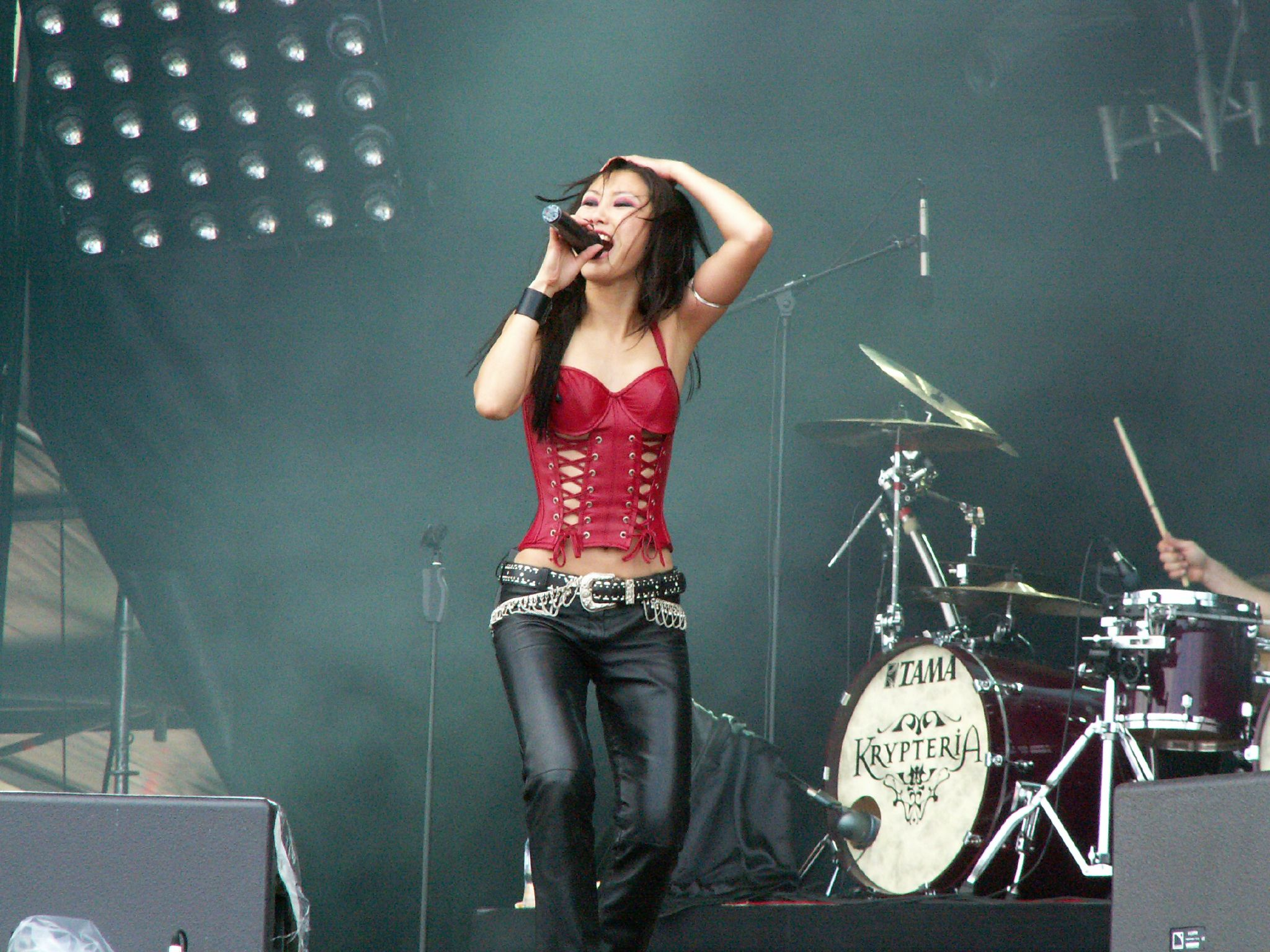
Ji-In Cho au M'era Luna Festival en 2007.

Un an plus tard, en 2005, leur premier album officiel, In Medias Res, est publié,. Le deuxième projet musical du groupe Krypteria est un EP intitulé Evolution Principle, publié en 2006. Le magazine allemand Metal Hammer le catégorise de metal gothique.
Le 19 janvier 2007, Krypteria publie son deuxième album studio intitulé Bloodangel's Cry. Le titre s'inspire des paroles de la chanson The Night All Angels Cry. Au début de 2008, le groupe annonce un troisième album My Fatal Kiss. L'album est initialement publié le 15 août 2009 en Allemagne, puis le 29 janvier en Europe. En avril 2009, le groupe est annoncé pour le Summer Breeze festival organisé du 13 au 15 août 2009 à Dinkelsbühl, en Allemagne. En mai 2009, Krypteria signe un contrat de distribution avec le label Onfire, sous-label de Roadrunner Records.
Au début de 2010, le guitariste Olli Singer remplace Chris Siemons pour toutes les performances live. Siemons ne peut revenir en raison de problèmes de santé. Leur quatrième album All Beauty Must Die est publié le 22 avril 2011, sur le propre label du groupe Liberatio Music,. L'album atteint la 24e place des Media Control Charts allemand, et devient le mieux classé en date. Le premier single, intitulé You Killed Me, est publié le 3 mars. Le groupe est annoncé en pause en 2012.

## Membres
- Ji-In Cho - chant
- Chris Siemons - guitare
- Frank Stumvoll - basse
- S.C. Kuschnerus - batterie
- Olli Singer - guitare (depuis 2010)
- Stefan Grießhammer - clavier (depuis 2011)

## Discographie
- 2003 : Liberatio
- 2005 : In Medias Res
- 2006 : Evolution Principle (EP)
- 2007 : Bloodangel's Cry
- 2009 : My Fatal Kiss
- 2011 : All Beauty Must Die